# Lake House
La Lake House è una casa di campagna inglese in stile elisabettiano del 1578, situata nella contea del Wiltshire, a circa 10 km a nord di Salisbury. Si tratta di un Monumento classificato (Grade I).
La casa è stata acquistata dal musicista Sting e da sua moglie Trudie Styler nei primi anni novanta. Sting ha qui registrato il suo album Ten Summoner's Tales.